# Teufelskicker
Teufelskicker ist ein deutscher Kinder- und Jugendfilm aus dem Jahr 2010, nach der Buchreihe Die Teufelskicker von Frauke Nahrgang. Der Film kam am 11. März 2010 in die Kinos.

## Handlung
Moritz liebt Fußball mehr als alles andere auf der Welt, und sein Verein SV Hulstorf, in dessen Jugendmannschaft er spielt, die von seinem Vater trainiert wird, ist sein Ein und Alles. Im Pokalfinale des Rhein-Litte-Turniers (Turnier mit 16 Mannschaften und K.-o.-System) gegen den VfB Epplaken träumt er von einem Spiel in einem großen Stadion mit Fußballstars, durch diese Träumerei verschießt er eine letzte Torchance, um seine Mannschaft in die Verlängerung zu retten, somit verliert diese das Spiel 1:2. Nach dem Spiel ist fast die komplette Mannschaft, vor allem sein Freund Felix, sauer auf ihn.
Als Moritz’ Mutter (die schon öfter versprochen hat, bei einem Spiel dabei zu sein, aber jedes Mal zu spät oder gar nicht kommt, da sie Hochzeiten organisiert) ihn und seinen Vater nach dem Spiel abholen will, kommt es zum Eklat: Moritz und seine Mutter finden den Vater in der Trainerkabine, in der er gerade mit der Sekretärin des Vereins herumknutscht. Moritz’ Mutter zieht daraufhin sofort aus dem gemeinsamen Haus aus und nimmt ihren Sohn mit zu ihrem Vater Rudi nach Epplaken, wo sie sich bisher kaum hat sehen lassen.
Rudi, der über die Jahre etwas grummlig geworden ist, reagiert nicht besonders erfreut über den Besuch, und vor allem Moritz ist am Boden zerstört: Er ist in keiner Mannschaft mehr und kann daher seiner Leidenschaft Fußball nicht mehr nachgehen, muss auf eine neue Schule mit unbekannten Leuten gehen und kommt bei Opa Rudi im ehemaligen Kinderzimmer seiner Mutter unter.
Opa Rudi versucht, Moritz beim einzigen Verein der Stadt aufnehmen zu lassen, ausgerechnet dem von Rothkirch trainierten VfB Epplaken, dessen Kapitän und Torwart Mark im Finale von Moritz bei seinem verträumten Torversuch an der Nase verletzt wurde und der nun einen Nasengips tragen muss. Moritz wird dort nur mit Bällen beschossen, eine Aufnahme kommt nicht in Frage.
In der Schule findet Moritz neue Freunde, die auch fußballerisches Talent aufweisen. Auch dort trifft er auf Mark und seine Teamkameraden, die auch Moritz’ Freunde nicht leiden können. Kurzerhand startet er mit Mehmet, Catrina, Niko und Enes einen Verein. Im alten Peter-Neuenfels-Stadion, das inzwischen sehr verwildert ist, worüber Moritz’ Freunde auch eher skeptisch sind, finden sie eine Heimstätte. Beim Aufräumen findet sich das alte Stadionschild, von dem allerdings Buchstaben abfallen, letztendlich steht darauf Teufels-Stadion. Um am neuen Turnier teilnehmen zu können, verstärkt sich die Mannschaft mit den Rooftop-Kids unter Anführer Alex, die ebenfalls in einer Mannschaft Fußball spielen wollen. Moritz’ Freunde, besonders Mehmet, sind zunächst nicht davon begeistert, können sich aber schnell mit ihnen anfreunden. Enes muss widerwillig die Position des Managers einnehmen, da nur 11 Spieler auf dem Platz benötigt werden.
Vom neuen Namen des Stadions inspiriert, nennt sich die Mannschaft Teufelskicker, und Moritz meldet sie im Rathaus für das neue Turnier an. Da zur Anmeldung ein Trainer nötig ist, der auch die Formulare ausfüllen muss, trägt Moritz heimlich Opa Rudi als Trainer ein und gibt an, dass dieser mit einer Krankheit namens ENES (da Enes gerade mit den anderen vor dem Rathausfenster herumspinnt, gibt Moritz versehentlich seinen Namen als Krankheit an) im Bett liegt. Um ins Turnier zu kommen, müssen die Teufelskicker zwei Qualifikationsspiele bestreiten. Im ersten Qualifikationsspiel geht die von Moritz trainierte Mannschaft gegen den amtierenden Pokalsieger VfB Epplaken mit einer desolaten Leistung 0:12 unter. Danach muss die Mannschaft auch noch hinnehmen, dass ihr altes Stadion einem Hotelneubau weichen muss. Unterdessen versucht Moritz’ Vater, mithilfe seines Freundes Flo seine Frau zurückzubekommen, die aber nicht nachgibt und bei der Suche nach einem neuen Job an Absagen verzweifelt.
Bei den Teufelskickern gibt es weiterhin Probleme: Catrina ist zunächst schlecht darauf zu sprechen, dass die Teufelskicker vor allem gegen Mark und den VfB triumphieren wollen. Moritz vermutet zunächst, dass sie in Mark verliebt ist, schließlich stellt sich aber heraus, dass Mark ihr neuer Stiefbruder ist und Rothkirch, den ihre Mutter angeheiratet hat, ihr Stiefvater. Moritz findet eine Lösung für das Stadionproblem: Opa Rudi arbeitet als Nachtwächter bei Rothkirch angestellt in einem Kaufhaus. Opa Rudi und Rothkirch haben früher sogar in einer Mannschaft gespielt, davon will Rudi aber nichts mehr wissen. Da sich das Kaufhaus auch zum Fußballtraining eignet und Rudi öfters während seiner Schicht einnickt, entwendet Moritz die Ersatzcodekarte von Rudi und schleicht mit seiner Mannschaft an Rudis Posten vorbei ins Kaufhaus. Sie fliegen allerdings schnell auf, Opa Rudi ist zunächst verärgert, nimmt dann aber seine Trainerrolle, von der er inzwischen auch erfahren hat, von sich aus an, wovon alle recht überrascht sind. So trainieren die Teufelskicker nachts im Kaufhaus und können das zweite Qualifikationsspiel gegen den FC Wolperat (die schlechteste Mannschaft der Region) mit 1:0 gewinnen. Als Prämie stiftet Opa Rudi zu diesem Spiel Trikots, die die Mannschaft von da an trägt. Im Turnier schlägt sich die Mannschaft gut, gewinnt das Achtelfinale gegen TuS Keppel mit 1:0 und das Viertelfinale gegen den BV Brakem 3:2.
Im Halbfinale kommt es zum erneuten Aufeinandertreffen mit dem VfB. Vor dem Spiel wird Opa Rudi von Rothkirch gefeuert, damit Rudi, so Rothkirch, mehr Zeit für sein Team hat. Bereits im Kaufhaus treffen die beiden Mannschaften aufeinander und kämpfen im Ballhalten um Moritz’ Ball, den ihm sein Vater gebracht hat. Die Teufelskicker können den Ball über die vereinbarte Zeit halten und Moritz darf somit den Ball behalten. Währenddessen sorgen die Mannschaften aber für Gesprächsstoff, da sich das Spiel auf die Straße vor dem Kaufhaus verlagert. Im Anschluss daran sorgt Enes für ein Drama: Er lobt Alex für sein Talent, fragt ihn aber gleichzeitig nach einer herumerzählten alten Geschichte, nämlich warum er seinen kleinen Bruder umgebracht habe. Alex haut ab. Moritz kann mit ihm reden und Alex erzählt, dass er zu einem Fußballspiel musste (er spielte beim VfB) und seinen Bruder, auf den er aufpassen musste, in der Wohnung allein ließ. Als er wiederkam, stand die Polizei vor dem Haus, und sein Bruder war an einem Stromschlag gestorben. Es handelte sich also um einen tödlichen Unfall, er hat ihn nicht umgebracht. Moritz bestärkt ihn zwar, dennoch spielt er vorerst nicht mehr bei den Teufelskickern mit. Bald bekommt auch Opa Rudi die Neuigkeiten mit und ist vor dem Halbfinalspiel wenig davon begeistert. Als Ersatz für Alex muss nun Enes einspringen. Die Teufelskicker verlieren das Halbfinale 0:1, das liegt aber vor allem daran, dass Rothkirch im Vorfeld den Schiedsrichter bestochen hat, um eine mögliche Niederlage seines VfB zu verhindern. Der Schiedsrichter pfiff nun beinahe jede Situation gegen die Teufelskicker.
Während sich die Teufelskicker niedergeschlagen trennen, wird die Situation für Moritz’ Mutter immer aussichtsloser: Weiterhin findet sie keinen Job, sie will immer noch nicht auf ihren Mann treffen und auch Moritz lädt seinen Frust über die gesamte Situation bei ihr ab. Frau Rothkirch ist derweil überzeugt, dass ihre Tochter gut Fußball spielen kann. Da Catrina sich nach der Auflösung der Mannschaft bei einer Familienfeier allein an einem Tisch langweilt, versucht Frau Rothkirch ihren Mann zu überreden, Catrina in seinen Verein aufzunehmen, dies lehnt Rothkirch aber vehement ab. Das ist der Tropfen, der bei Frau Rothkirch das Fass zum Überlaufen bringt: Sie ruft den Verband an, um die Bestechung ihres Mannes zu melden, und droht ihrem Mann sogar mit der Scheidung. Die Nachricht veranlasst Moritz’ Vater zu einem letzten Versuch, seine Frau wiederzubekommen: Er schreit vor dem Haus am späten Abend zu ihr rein, dass Rothkirch den Schiedsrichter bestochen hat, Moritz’ Mannschaft daher im Finale ist und sie, wenn sie eine Zukunft der beiden zusammen sieht, beim großen Finale erscheinen soll. Falls nicht, wolle er sich um die Scheidung kümmern. Moritz trommelt nun mitten in der Nacht seine Mannschaft zusammen, zunächst sucht er Catrina auf, bei der Mark verhindern will, dass sie aus dem Fenster klettert. Er ist nun wieder ohne Nasengips und will Moritz bekämpfen, der ihm aber einen Schlag auf die Nase verpasst, sodass er wieder einen Nasengips bekommt.
Opa Rudi sorgt für ein erneutes Problem: Er betrinkt sich in der Nacht in einer Kneipe und wird auf dem Nachhauseweg von einem Fahrzeug erfasst und landet im Krankenhaus. Dort treffen die Teufelskicker am Morgen am Tag des Finales zunächst auf Moritz’ Mutter, bei der Moritz sich für seinen Frustanfall vom Vorabend entschuldigt. Nun erfährt auch Opa Rudi, dass seine Mannschaft im Finale ist. Da er aber nicht als Trainer nach Hulstorf mitfahren kann, muss Moritz’ Mutter diesen Job übernehmen. Dort trifft sie auf ihren Mann, der zunächst erleichtert, gleichzeitig auch etwas geschockt ist, als er hört, dass sie die Trainerrolle übernimmt.
Vor dem Spiel taucht Alex wieder auf, der, angespornt von seinem Vater, wieder mitspielt. Opa Rudi und Moritz’ Mutter sind per Handy miteinander verbunden, sodass sie die Spielanweisungen von Rudi weitergeben kann. Zunächst bestimmt er, dass die Mannschaft zum ersten Mal in der Geschichte mit Moritz einen Kapitän hat. Im Verlauf der ersten Hälfte zeigt sich immer mehr, dass Moritz’ Mutter keine Ahnung von Fußball hat. So gibt sie die Anweisungen zum Teil falsch weiter, außerdem ist die Handyverbindung nicht sonderlich gut. So liegen die Teufelskicker zur Halbzeit mit 0:2 hinten. Nach der Pause gibt Moritz’ Mutter mit Kochanweisungen die richtigen Ratschläge, die aber Moritz für seine Mannschaft übersetzen muss. Von den Kochbegriffen im Fußball sind der Schiedsrichter und Moritz’ Vater etwas verwirrt. Die Teufelskicker schaffen es aber am Ende, das Spiel zu drehen, und gewinnen mit 3:2 und damit auch das Turnier und den Pokal.
Der Sieg wird gefeiert, Rothkirch junior und senior, die auch zugeschaut haben, sind alles andere als begeistert, aber Frau Rothkirch freut sich über ihre Tochter. Moritz und Felix, die sich am Anfang zerstritten haben, werden wieder Freunde. Moritz’ Eltern versöhnen sich und die Familie ist wieder glücklich. Catrina bedankt sich bei Moritz und am Ende muss Enes feststellen, dass sich sein Name als Bezeichnung für eine Krankheit verbreitet hat.

## Fortsetzung
Eine Fortsetzung war geplant, so wurde im Mai 2010 ein Casting gestartet, bei dem eine Mädchenmannschaft gesucht werden sollte. Granz Henman gab in einem Interview an, dass ein zweiter Teil geplant werde. Es existiert sogar ein Artikel in der Internet Movie Database. Teufelskicker 2 bei IMDb Das Casting wurde abgeschlossen, die Dreharbeiten aber werden nach einem Bericht von Cosima Henman wohl nicht stattfinden.

## Kritiken
Kino.de schreibt: „Humor ist Trumpf in diesem erfrischend zeitgemäßen Komödien-Abenteuer von "Harte Jungs"-Macher Granz Henman, der die Bestseller von Frauke Nahrgang adaptiert hat.“.
Laut Robert Zimmermann war es „aus merkantiler Sicht nur folgerichtig, im Jahr der Fußball-WM auch den Film zum Buch herauszubringen“. Es gebe aber im Film Gags, die sich offenbar auch an die Eltern richten, die allerdings für Kinder völlig ungenießbar sein dürften.
Die Deutsche Film- und Medienbewertung FBW in Wiesbaden verlieh dem Film das Prädikat wertvoll.